# Parque do Carmo (São Paulo)
Parque do Carmo est un district situé à la zone est de la ville de São Paulo et est géré par la sous-préfecture d'Itaquera.
Le parc qui donne son nom à la région est le deuxième plus grand de la zone métropolitaine de São Paulo et a été créé en 1976, dans une zone qui appartenait à une ferme appartenant à Oscar Americano. Il possède une faune et une flore riches, avec des singes, des mouffettes, des lézards, entre autres, en plus d'attractions comme un planétarium.
Il est situé Avenida Afonso Sampaio e Souza, 951. Dans le quartier se trouve une unité du SESC (Service Social du Commerce) qui propose des animations à petits prix pour toute la région. Cette unité s'appelle SESC Itaquera. Mais, malgré son nom, ce n'est pas à Itaquera mais dans ce quartier comme indiqué sur les cartes officielles de la mairie de São Paulo. Il en va de même pour l'unité de l'Association chrétienne des jeunes hommes (ACM) de la Rua Léo de Afonseca.
Quartiers de Parque do Carmo : Jardim Santa Marcelina ; Jardim Nossa Senhora do Carmo ; Vila Carmosina (partie); Jardim Marabá; Fazenda Na. Sa. do Carmo; Vila Ana Cláudia; Vila São Vicente; Chácara Santa Amélia; Jardim Elian; Conj. Hab. Gleba do Pêssego.

## Histoire

### Occupation initiale
Les premiers occupants de cette région étaient trois tribus indigènes, Itaquerús, qui ont donné naissance au nom du district d'Itaquera, Guaianás, qui a donné naissance au nom du district de Guaianases et Caaguaçús. Avec le quel au Tiers-Ordre carmélite que tout le monde connaissait sous le nom d'Ordre des Carmélites. Ils avaient l'intention de catéchiser les Indiens qui vivaient ici, et de montrer certaines de leurs coutumes, ce choc culturel non accepté par les Indiens les fit fuir vers des terres plus lointaines.
L'Ordre des Carmélites a transformé les terres sur lesquelles ils étaient installés en Fazenda Caaguaçu en 1722. L'exploration agricole et l'élevage de bétail étaient les principales activités menées sur la ferme avec le remplacement de la forêt d'origine par des produits agricoles, modifiant l'écosystème de la région, détruisant l'habitat des animaux.
En 1919, la ferme a été vendue à la Companhia Pastoril e Agrícola, propriété du colonel Bento Pires, qui a continué à élever du bétail et surtout à planter du café, dont la production était facilement vendue grâce à l'utilisation du chemin de fer qui passait près de sa ferme., et qui a été amené sur ces terres par l'ingénieur Artur Alvim.

### Premières lotissements
Dans les années 1920, Bento Pires entame ce qui sera le premier processus de lotissement des terres de Fazenda Caaguaçu. De ce processus de subdivision, les quartiers de Vila Carmosina et Cidade Líder ont émergé, et ce qui restait de ces terres est devenu connu sous le nom de "Fazenda do Carmo". Au même moment, la colonisation japonaise débute, encouragée par le colonel Bento Pires. Son intérêt était la formation de petites propriétés productives qui avaient une main-d'œuvre spécialisée pour promouvoir le développement agricole de la localité.

### Oscar Americano
Dans les années 1940, le colonel Bento Pires, en raison de la dévaluation du café, vend une partie de son terrain à un ingénieur en construction civile de la CBPO (Companhia Brasileira de Projetos e Obras), Oscar Americano ; ce dernier, à son tour, lotit et vendit une partie de cette propriété afin d'attirer les classes moyennes et supérieures pour l'appréciation de leurs terres. Ces terres attribuées font actuellement partie du Jardim Nossa Senhora do Carmo, connu à certains endroits sous le nom de Morumbizinho, en raison du slogan utilisé pour la vente des lots à l'époque : Venez vivre à Morumbi dans la Zone Est.
À la mort d'Oscar Americano en 1974, ses héritiers décident de vendre la Fazenda do Carmo, qui était partagée entre la mairie de São Paulo et la COHAB. La mairie a apporté quelques améliorations à cette ferme et a construit des salles de bains, une aire de jeux, des barbecues et des aires de repos. Le Parque do Carmo a été inauguré le 19 septembre 1976 et a aujourd'hui une superficie d'un peu plus de 1,5 million de mètres carrés, ce qui en fait le troisième plus grand parc municipal de la ville de São Paulo.

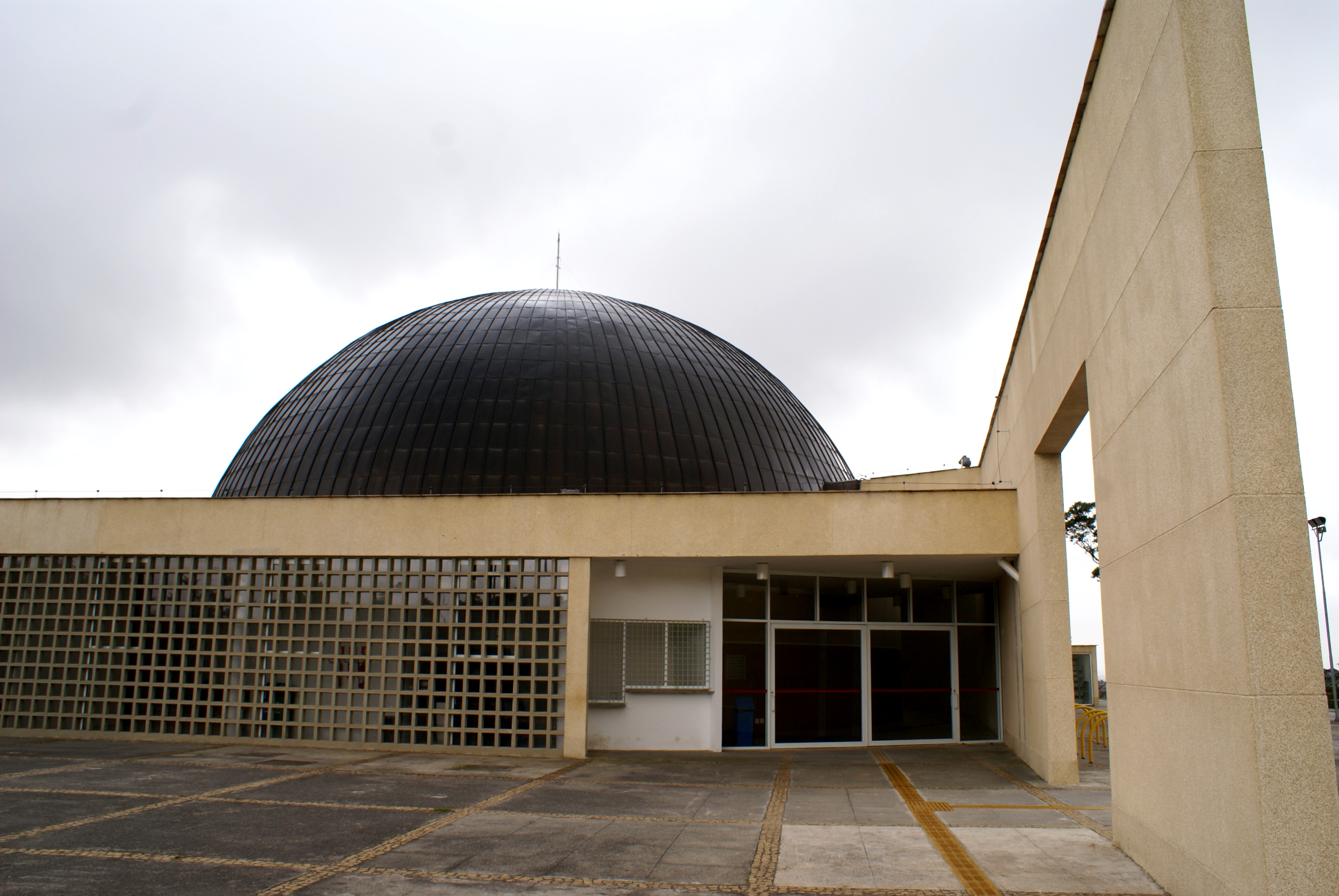
Planétaire de Carmo

## Démographie

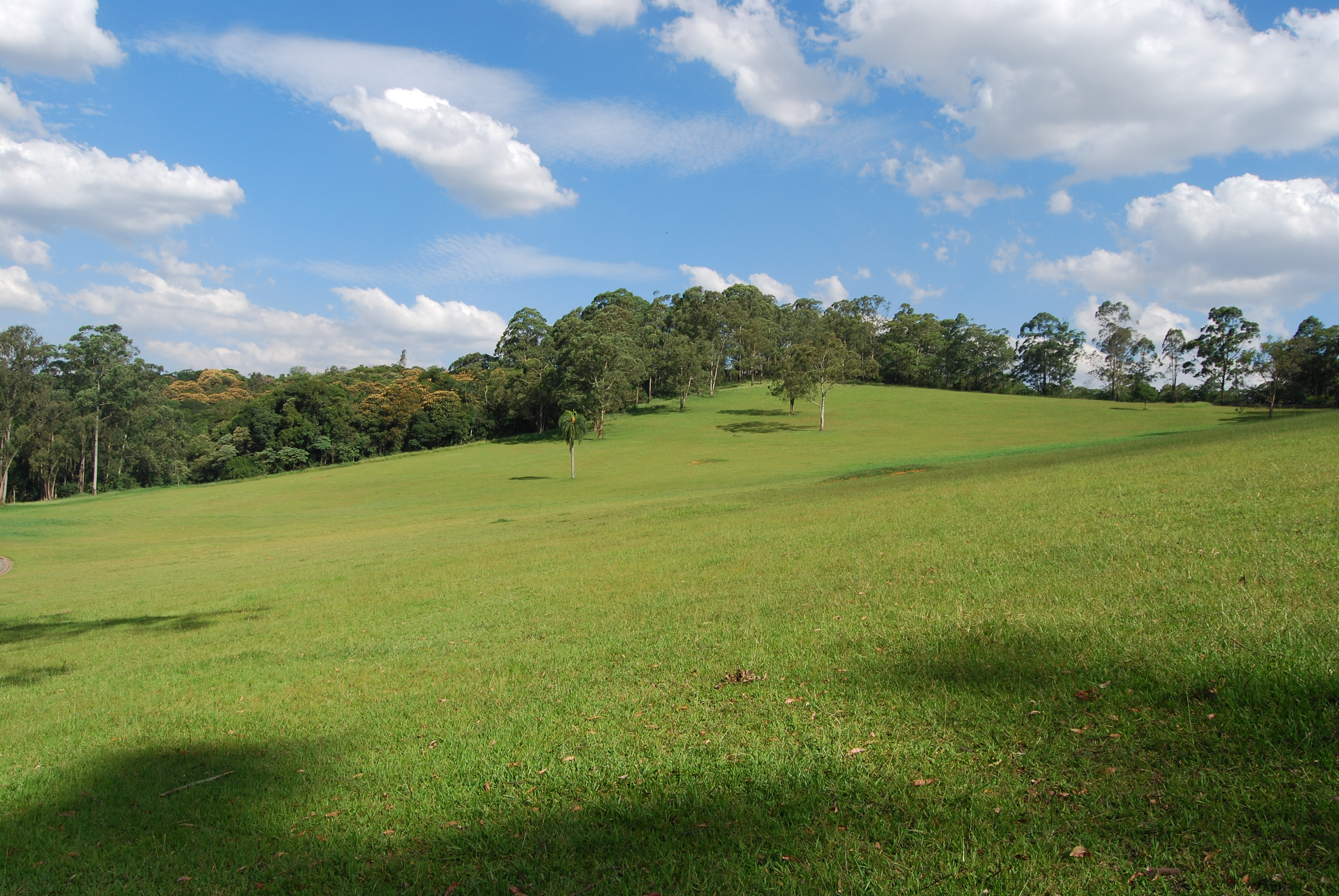
Parque do Carmo.

Selon une estimation de la SEADE (Fundação Sistema Estadual de Análise de Dados), données de 2010, Parque do Carmo avait une population totale de 69 630 habitants.
Selon le recensement de Folha de 2008, la population de Parque do Carmo est composée de : blancs (45,0 %), pardos (32,0 %), noirs (13,0 %), jaunes et indigènes (10,0 %). Sur le nombre total de résidents, 52 % étaient des femmes et 48 % étaient des hommes.

### Indicateurs sociaux
Les indicateurs sociodémographiques du recensement de 2000 montrent un indice de développement humain (IDH) moyen de 0,799, ce qui le place au 74e rang parmi les arrondissements de la ville.
IDH de l'année 2000
- IDH - moyenne : 0,859
- IDH - revenu : 0,741
- IDH - longévité : 0,753
- IDH - éducation : 0,904

L'âge moyen du Parque do Carmo est de 35,8 ans. En termes de niveaux sociaux, dans la population du quartier, il y a une prédominance de la classe B dans une enquête réalisée en 2008 par Folha de S. Paulo.

## Utilisation du sol

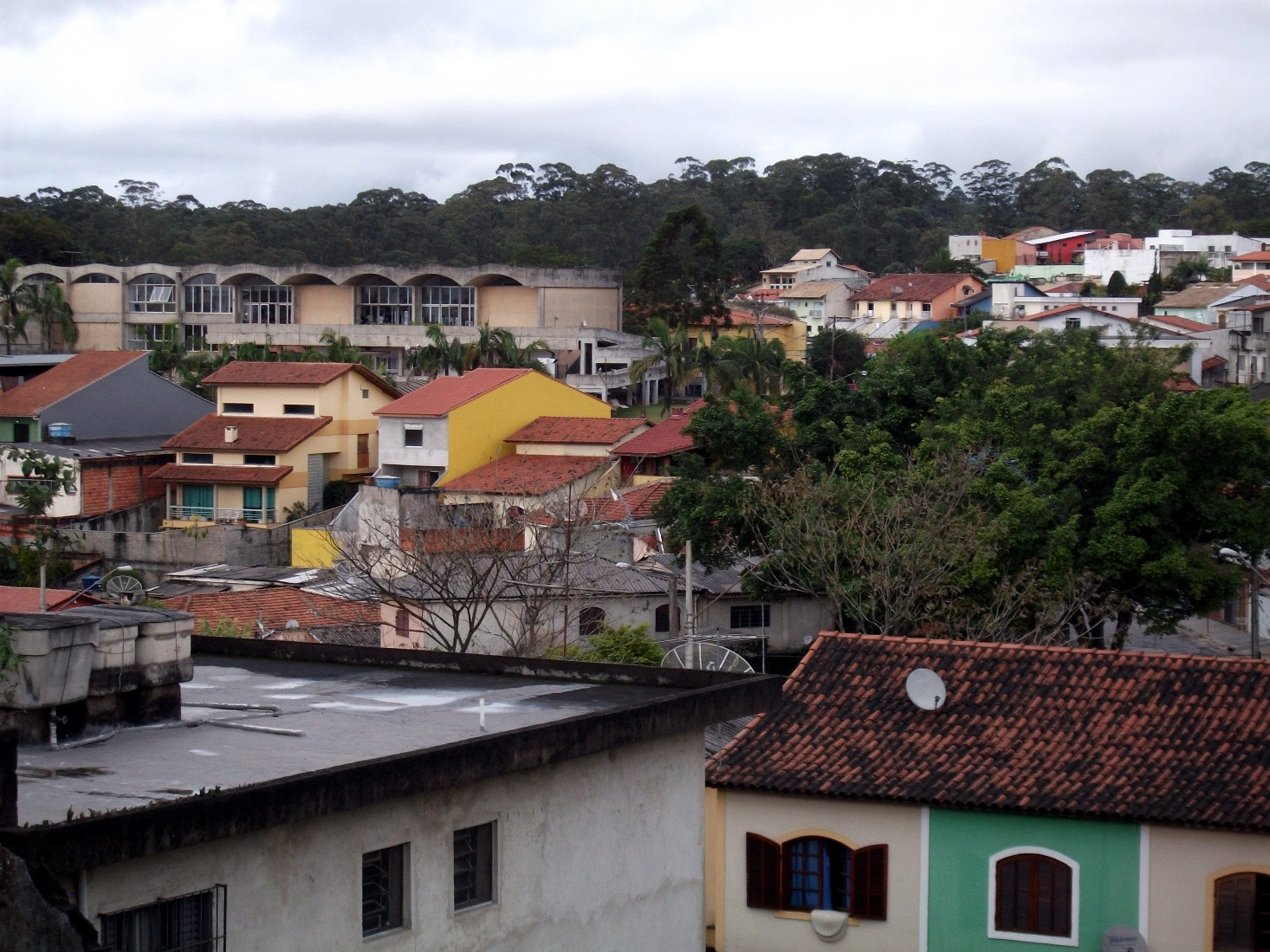
Vue sur le quartier Jardim Nossa Senhora do Carmo

L'occupation urbaine du quartier est majoritairement horizontale, occupée par une population à faible revenu et des subdivisions à revenu intermédiaire, en plus de quelques copropriétés verticales à revenu intermédiaire. Une grande partie du quartier est occupée par le Parque do Carmo et est orientée vers la préservation de l'environnement, les activités culturelles et de loisirs.

## Position géographique

### Limites
- Nord : Rua São Teodoro, Rua Boleeiro et Rua Itapitanga.
- Sud : Avenue Aricanduva et Rio Aricanduva.
- Est : Estrada do Pêssego, Avenue Jacu Pêssego/Nova Trabalhadores.
- Ouest : Avenue Líder, Rio Verde, Rua Montes Altos, Avenue Antônio de Souza Queiroz, Avenue Maria Luisa Americano, Rua Estêvão Dias Vergara, Rua Peixoto Viegas, Rua Lopes de Melo, Rua Joaquim Meira de Siqueira et Avenue Afonso de Sampaio e Souza.

### Districts limitrophes
- Itaquera (Nord).
- José Bonifacio (Est)
- São Mateus et Iguatemi (Sud).
- Cidade Líder (Ouest).

## Armoiries du district de Parque do Carmo

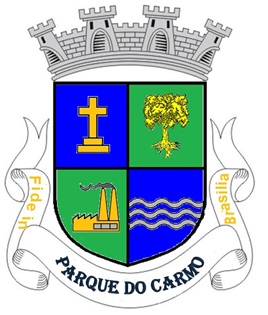
Armoiries du parc Carmo

Description Héraldique : Sur un champ d'azur, dans le Canton du Chef, une Croix d'or évoquant l'histoire de la formation du District avec la présence des Carmélites au XVIIIe siècle. Dans le Canton sinistre du Chef, en champ de sinople se trouve un arbre d'or, représentant l'une des plus grandes richesses de la région, le complexe écologique du Parque do Carmo. Dans le canton dextre du Contre-Chef, en sinople, un bâtiment d'or avec fenêtres et fumoirs d'argent, représentant le développement industriel de la région. Dans le Canton sinistre du Contre-Chef, en champ d'azur, des lignes ondulées d'argent, représentant les différentes rivières et sources présentes dans la région. Au-dessus des armoiries, une couronne murale d'argent avec 4 tours, représentant le statut de district de Parque do Carmo. Dans un listel d'argent, libre sur l'écu, la légende « Fide in Brasilia » (Foi au Brésil) est inscrite aux extrémités, d'azur. Et au Centre, également d'azur, la légende Parque do Carmo,.